# Junkers A 35
Lo Junkers A 35, denominazione aziendale J 20, fu un aereo civile multiruolo, biposto, monomotore e monoplano ad ala bassa, sviluppato dall'azienda aeronautica tedesca Junkers Flugzeugwerke AG negli anni venti e prodotto, oltre che dalla stessa, nella filiale sovietica Junkers di Fili, allora villaggio nelle vicinanze di Mosca e ora suo quartiere, e su licenza dalla svedese AB Flygindustri.
Destinato al mercato dell'aviazione civile, venne utilizzato in diversi ruoli quali: aereo da turismo, da trasporto leggero, aereo postale ed aereo da addestramento nelle scuole di volo, sia in configurazione terrestre, dotato di carrello d'atterraggio, che idrovolante a scarponi.

## Storia del progetto
Al termine della prima guerra mondiale, in seguito alla definizione del Trattato di Versailles, venne imposta una pesante restrizione nell'attività dell'aviazione tedesca. In ambito militare l'intera flotta di velivoli tedeschi venne requisita per essere assegnata alle forze aeree alleate alla Triplice intesa come parte del risarcimento dei danni subiti o per essere avviata alla distruzione.
Tuttavia, seppur limitata e sotto il controllo di un'apposita commissione, venne consentita la ripresa dell'aviazione civile, sia in ambito turistico che commerciale, pur imponendo specifiche limitazioni alle capacità dei modelli in modo da renderli inefficaci come velivoli militari. Le iniziali imposizioni riguardavano anche il rapporto potenza-peso ma le mutate esigenze di trasporto nel corso degli anni convinsero la commissione ad autorizzare, nel 1926, specifiche meno restrittive. In questo modo si diede nuova libertà nel settore dei motori aeronautici e la Junkers, che aveva avviato lo sviluppo dello sperimentale Junkers L1 già dal 1920, iniziò a valutare di rimotorizzare alcuni modelli di successo con unità dalla maggior potenza.
L'A 35 fu un ulteriore sviluppo del precedente A 25, mantenendone pressoché invariata l'impostazione e la struttura interamente metallica ma equipaggiandolo con motorizzazioni, pur identici nell'architettura a 6 cilindri in linea raffreddati a liquido, dalla maggior potenza al fine di incrementarne ulteriormente le prestazioni generali. A questo scopo l'ufficio tecnico dell'azienda adattò alla struttura lo Junkers L5 da 310 CV (228 kW) o il BMW IV da 320 CV (235 kW), studiando inoltre una facile intercambiabilità tra un carrello d'atterraggio tradizionale, biciclo anteriore fisso, con una struttura a galleggianti da collegare alla parte inferiore della fusoliera per poter operare dalla superficie dell'acqua.
L'A 35 fu anche al centro di una serie di prove di volo a traino, rimorchiato dal più potente bimotore Junkers G 24. Un esemplare, il Werknummer 1059, nel 1928 venne inviato in Unione Sovietica ed impiegato nella scuola di volo clandestina dal personale militare del Reichswehr per la formazione dei propri piloti presso le strutture dell'aeroporto di Lipeck, dove si testavano anche i nuovi velivoli prodotti su richiesta del governo sovietico da assegnare ai reparti della propria aeronautica militare, la Voenno-vozdušnye sily. Qui rimase in servizio fino al 1929, utilizzato in prove di bombardamento e sulle armi a bordo. Inoltre un ulteriore esemplare, marche D-964 (Werknummer 1058), venne utilizzato dall'azienda come banco di prova volante per il motore L8 da 360 CV (265 kW) e per alcune altre soluzioni tecniche che sarebbero state poi utilizzate sul quadrimotore G 38.
Anche i sostanzialmente simili A 20 e A 25 furono in varie occasioni equipaggiati con i nuovi propulsori, portandoli così allo standard A 35, tuttavia poiché non vennero apportate modifiche alla cellula, questi hanno mantenuto le designazioni precedenti.

## Versioni
A35
designazione assegnata ai modelli motorizzati L5.
A35a
designazione assegnata ai modelli motorizzati BMW IV.